# 4802 Khatchaturian
A 4802 Khatchaturian (ideiglenes jelöléssel 1989 UA7) a Naprendszer kisbolygóövében található aszteroida. Freimut Börngen fedezte fel 1989. október 23-án.